# Liste der denkmalgeschützten Objekte in St. Georgen am Fillmannsbach
Die Liste der denkmalgeschützten Objekte in St. Georgen am Fillmannsbach enthält die 5 denkmalgeschützten, unbeweglichen Objekte der Gemeinde St. Georgen am Fillmannsbach im Bezirk Braunau am Inn.

## Denkmäler
| Foto |                 | Denkmal                                                                   | Standort                                  | Beschreibung | Metadaten |
| ---- | --------------- | ------------------------------------------------------------------------- | ----------------------------------------- | --- | --- |
| ja   | Datei hochladen | Ehem. Brauerei König HERIS-ID: 47025 Objekt-ID: 49473                     | Fillmannsbach 1 Standort KG: St. Georgen  | | BDA-Hist.: Q38025238 Status: Bescheid Stand der BDA-Liste: 2025-06-30 Name: Ehem. Brauerei König GstNr.: .22, .95                   |
| ja   | Datei hochladen | Ehem. Brauerei König HERIS-ID: 66100 Objekt-ID: 78973                     | Fillmannsbach 8 Standort KG: St. Georgen  | | BDA-Hist.: Q38112449 Status: Bescheid Stand der BDA-Liste: 2025-06-30 Name: Ehem. Brauerei König GstNr.: .31/1, .31/2               |
| ja   | Datei hochladen | Ehem. Kellerstöckl HERIS-ID: 66101 Objekt-ID: 78974                       | Fillmannsbach 16 Standort KG: St. Georgen | | BDA-Hist.: Q38112459 Status: Bescheid Stand der BDA-Liste: 2025-06-30 Name: Ehem. Kellerstöckl GstNr.: 411                          |
| ja   | Datei hochladen | Pfarrhof HERIS-ID: 99991 Objekt-ID: 116168                                | St. Georgen 13 Standort KG: St. Georgen   | | BDA-Hist.: Q37775106 Status: § 2a Stand der BDA-Liste: 2025-06-30 Name: Pfarrhof GstNr.: .16                                        |
| ja   | Datei hochladen | Kath. Pfarrkirche hl. Georg und Friedhof HERIS-ID: 52573 Objekt-ID: 59744 | St. Georgen Standort KG: St. Georgen      | Die Pfarrkirche wurde 1040 erstmals urkundlich erwähnt, der heutige Sakralbau ist ein gotischer Konglomeratbau (Nagelfluh) um 1460. Das Langhaus ist einschiffig und dreijochig, das zweijochige Chor besitzt einen 3/8 Schluss. Der gotische Westturm ist mit achtseitigem Spitzhelm und abgekapptem Giebel ausgeführt. Der Hochaltar wird auf 1757 datiert, die Altargemälde stammen von Josef Brandstätter aus Braunau. | BDA-Hist.: Q23541881 Status: § 2a Stand der BDA-Liste: 2025-06-30 Name: Kath. Pfarrkirche hl. Georg und Friedhof GstNr.: .17, 281/2 |